# روبرت ماسون
روبرت ماسون (19 ديسمبر 1983 - ) (بالإنجليزية: Robert Mason)‏ هو لاعب كريكت بريطاني.